# Меліссант
Меліссант (нід. Melissant) — село в нідерландській провінції Південна Голландія. Входить до муніципалітету Гуре-Оверфлакке.
Його площа — 16,34 км², а населення станом на 2021 рік становило 2175 осіб.
Перша згадка про населений пункт датується 1484 роком. З 1817 до 1966 року мало статус окремого муніципалітету.

## Галерея

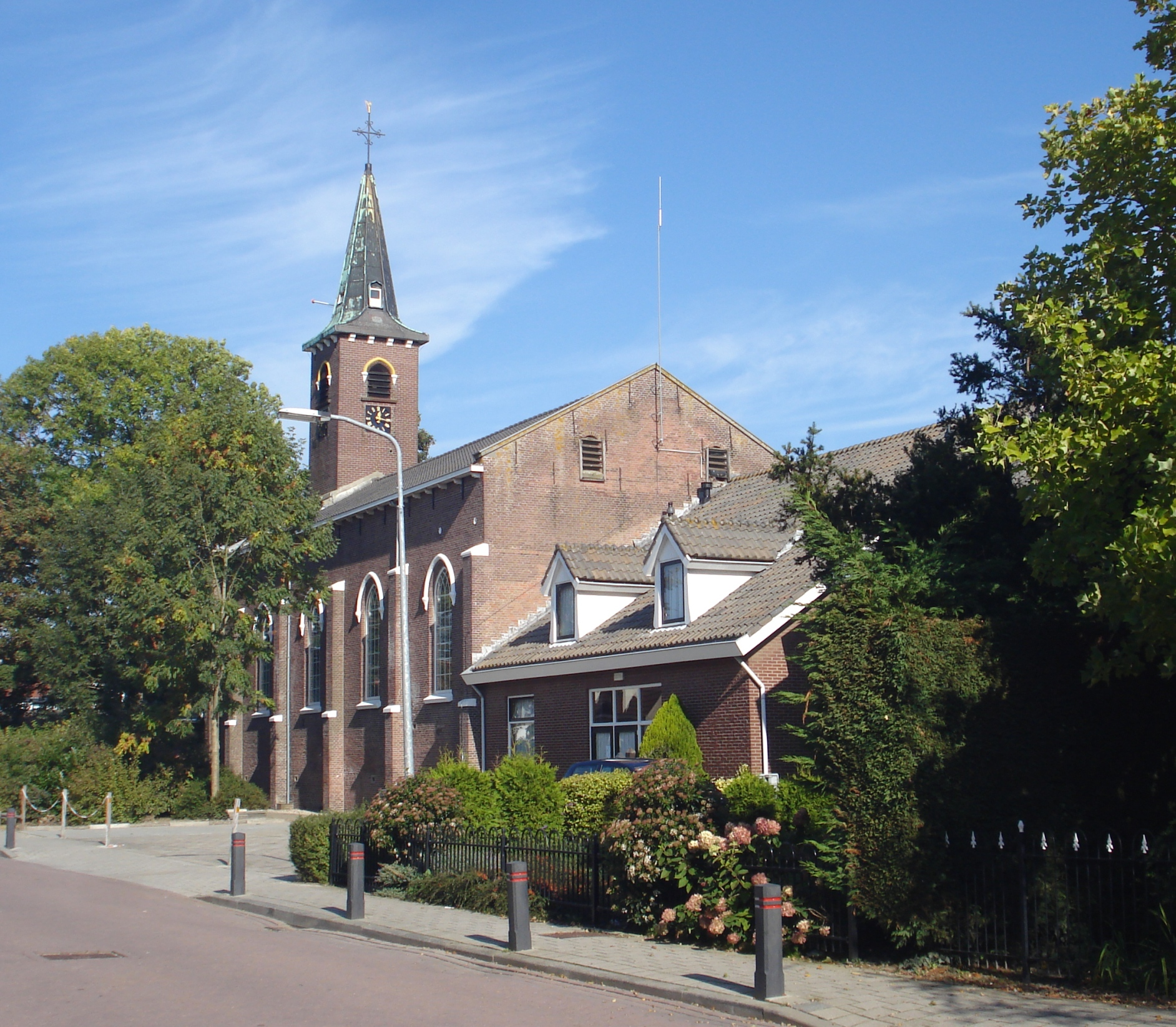
Відновлена реформістська церква
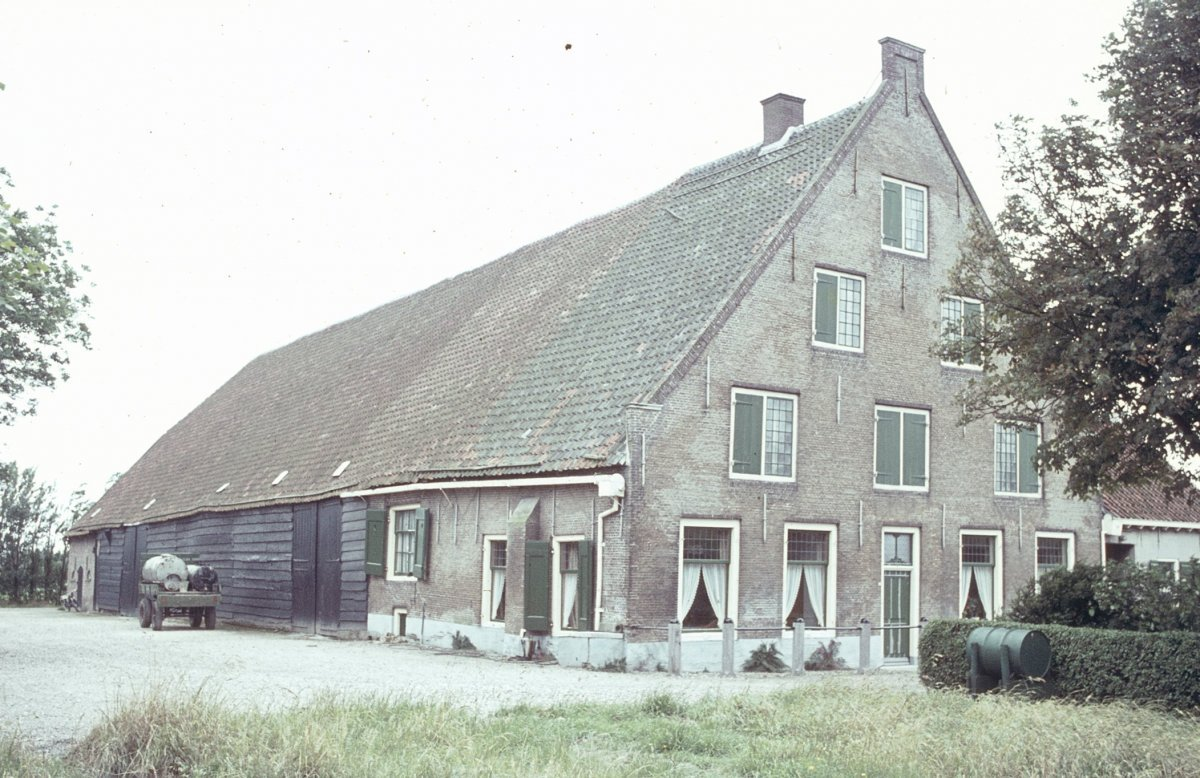
Ферма в Меліссанті